# Abreu Sodré
Roberto Costa de Abreu Sodré (São Paulo, 21 de junio de 1917 - São Paulo, 14 de septiembre de 1999) fue un abogado, empresario y político brasileño. Fue diputado estatal, gobernador del estado de São Paulo y ministro de Relaciones Exteriores de Brasil.
Fue uno de los fundadores de la Unión Democrática Nacional (UDN) en 1945, y posteriormente militante de la Alianza Renovadora Nacional (ARENA), a partir de 1966. Fue elegido indirectamente para el gobierno de São Paulo, cargo que ocupó del 31 de enero de 1967 al 15 de marzo de 1971.
Estaba casado con María del Carmen Mellão de Abreu Sodré, fallecida el 24 de enero de 2012, quien era presidenta del Fondo de Solidaridad Social, que ella animó a crear a su marido apenas asumió el gobierno de São Paulo en 1967.
Su padre, Francisco Sodré, fue el segundo alcalde del municipio de Santa Cruz do Rio Pardo y fue responsable de la llegada de las vías del Ferrocarril Sorocabana. Por eso, uno de los distritos de Santa Cruz do Rio Pardo pasó a denominarse Sodrélia.

## Gobierno de São Paulo
Abreu Sodré fue el primer gobernador elegido indirectamente, para el período de 1967 a 1971, durante el período de la dictadura militar brasileña.
En energía eléctrica, continuó con el plan energético del Estado, implementando la línea Urubupungá hacia São Paulo.
En transporte, finalizó el primer tramo de la Rodovia do Oeste, cuyo nombre fue cambiado a Rodovia Castelo Branco, en honor al presidente recientemente fallecido. Abreu Sodré también inició la construcción de la Rodovia dos Imigrantes, como alternativa a la Via Anchieta, que ya estaba al borde de la saturación; también inició las primeras excavaciones para la construcción del Metro de São Paulo. Su gobierno fue rsponsable de adquirir los primeros Boeing 737 de la aviación civil brasileña, suministrando estos aviones a VASP.
En saneamiento básico, se crearon las empresas Comasp (Companhia Metropolitana de Abastecimento), enfocada a la producción de agua, y Sanesp (Saneamento do Estado de São Paulo), enfocada al tratamiento de aguas residuales, empresas que luego darían origen a Sabesp (Companhia de Saneamento Básico do Estado de São Paulo), junto con otras empresas estatales. Durante este período, Abreu Sodré inició las obras de abastecimiento de agua del Sistema Cantareira, en la Zona Norte de la ciudad de São Paulo.
En seguridad pública, durante su mandato, la entonces fuerza de seguridad del estado, denominada Fuerza Pública, pasó a denominarse Policía Militar; además del nombre, la institución comenzó a recibir instrucciones y aparatos del Ejército, DOI-CODI y otras instituciones vinculadas al régimen militar de la época.
En educación y cultura, se creó la Fundación Padre Anchieta y de las estaciones TV Cultura y Rádio Cultura de São Paulo y también creó el CEETEPS (Centro Estatal de Educación Tecnológica Paula Souza), agencia estatal vinculada al Departamento de Desarrollo, Ciencia y Tecnología, responsable para las ETEC y FATECS, que ofrecen carreras en educación secundaria, técnica y superior.
Un gesto polémico durante su gobierno fue el regalo que repartió a los jugadores de la selección brasileña que ganó la Copa Mundial de Fútbol de 1970. Sodré repartió miniaturas de la Copa Jules Rimet realizadas en oro entre los jugadores y el cuerpo técnico. El gobierno encargó 50 miniaturas, pero sólo distribuyó 42, no se sabe qué pasó con las otras ocho miniaturas. El valor de cada uno fue de Cr$ 2800, que en 2020 equivaldría a R$ 1.750.000,00.

## Presidente de empresa estatal, ministro y empresario

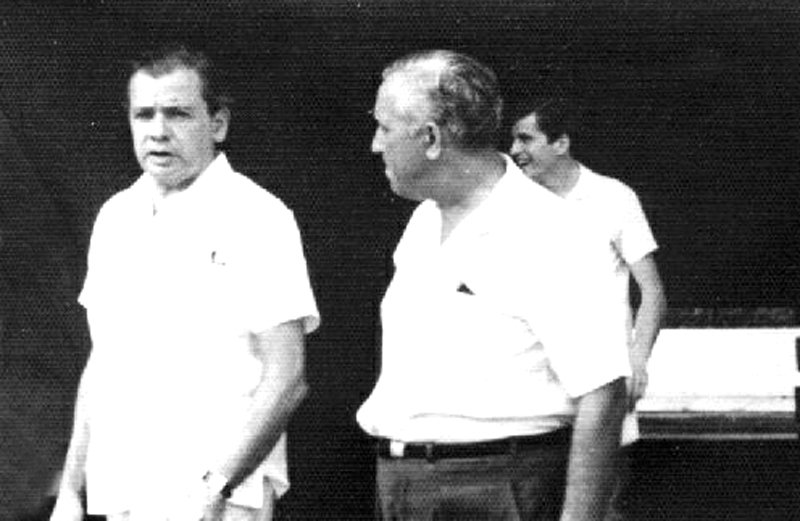
Gobernador Abreu Sodré, a la izquierda, en Avaré, años 1960.

En 1980 Abreu Sodré fue uno de los fundadores del Partido Democrático Social (PDS), sucesor de ARENA. Abreu Sodré también fue presidente de Eletropaulo en 1982.
En la Nueva República, Abreu Sodré fue Ministro de Relaciones Exteriores durante la mayoría del gobierno de José Sarney (1986-1990), siendo reemplazado por Francisco Rezek. Durante su mandato como canciller, Brasil retomó en 1986 relaciones diplomáticas con Cuba, rotas desde 1964, nombrando como primer embajador desde el restablecimiento de relaciones a Ítalo Zappa. En 1988, siendo aún ministro y ahora afiliado al Partido del Frente Liberal (PFL), apoyó a João Mellão Neto, su sobrino, del Partido Liberal (PL), en las elecciones municipales de São Paulo.
En los últimos años de su vida abandonó la vida pública, trabajando como abogado y empresario.